# Cees Erkelens
Cees Erkelens (* 27. November 1889 in Hazerswoude (Provinz Zuid-Holland); † 7. Januar 1959 in Leiden) war ein niederländischer Radrennfahrer und nationaler Meister im Radsport.

## Sportliche Laufbahn
Erkelens war im Straßenradsport aktiv. Als Metzgergeselle lieferte er Bestellungen mit dem Fahrrad aus. Daraus entwickelte sich sein Interesse am Radsport. 1912 siegte er in der nationalen Meisterschaft im Straßenrennen, die von Amateuren und Berufsfahrern gemeinsam ausgetragen wurde. Er siegte vor Piet Borremans, nachdem Frits Wiersma, der den Zielstrich als Erster überquert hatte, disqualifiziert wurde. Mehrere Fahrer erhoben Einspruch gegen die Wertung. Danach wurde ein Entscheidungsrennen angesetzt, das Erkelens gewann. Von 1914 bis 1927 startete er als Berufsfahrer, unterbrochen vom Ersten Weltkrieg.